# Мірослав Вантроба
Мірослав Вантроба (словац. Miroslav Vantroba; 2 червня 1979, м. Спішска Нова Вес, ЧССР) — словацький хокеїст, захисник.
Вихованець хокейної школи ХК «Спішска Нова Вес». Виступав за ХК «Спішска Нова Вес», ХК «Кошице», ХК «Карлови Вари», МХК «Мартін», ХК «05 Банська Бистриця».
У складі національної збірної Словаччини провів 8 матчів (1 гол).
Бронзовий призер чемпіонату Словаччини (2011).